# Nina Bouraoui
Nina Bouraoui (Rennes, 31 luglio 1967) è una scrittrice francese.

## Biografia e carriera
Nata Yasmina Bouraoui da padre algerino e madre bretone, ha vissuto ad Algeri fino all'età di quattordici anni, per poi stabilirsi in Bretagna. Ha trascorso l'adolescenza tra Zurigo, Abu Dhabi e infine Parigi, dove ha studiato filosofia e diritto.
Sua opera prima è il romanzo Una vita di sguardi (La Vouyeuse interdite, 1991), cronaca di un'educazione femminile ad Algeri, pubblicato per i tipi di Gallimard e acclamato a livello internazionale.
I suoi romanzi, molti dei quali collocabili nel genere dell'autofiction, affrontano temi quali l'identità; il senso di sradicamento proprio di chi vive fra due culture; il desiderio, in particolare omosessuale - Bouraoui è dichiaratamente lesbica.
Fra i suoi lavori maggiormente riconosciuti da critica e pubblico figurano Mes mauvaises pensées (2005), insignito del Prix Renaudot e Tutti gli uomini aspirano per natura al sapere (Tous les hommes désirent naturellement savoir, 2018), finalista sia al Prix Femina, sia al Prix Médicis.
Bouraoui è anche paroliera; in particolare, ha firmato per Céline Dion i testi di Immensité e Les Paradis (dall'album D'elles, 2007) e Celle qui m'a tout appris (da Sans attendre, del 2012).
Nel 2018 è stata insignita del rango di Commendatore dell'Ordine delle arti e delle lettere.

## Opere
- La Voyeuse interdite (1991, Prix du Livre Inter 1991),
  - ed. italiana: Una vita di sguardi, Feltrinelli, Milano, 1993 - ISBN 9788807700378 (trad. Yasmina Mélaouah)
- Poing mort (1992)
- Le Bal des murènes (1996)
- L'Âge blessé (1998)
- Le Jour du séisme (1999)
- Garçon manqué (2000)
- La Vie heureuse (2002)
  - ed. italiana: La vita felice, Wip Edizioni, Bari, 2008 - ISBN 9788884590602 (trad. Osvaldo Lanzolla)
- Poupée Bella (2004)
- Mes mauvaises pensées (2005, Prix Renaudot)
- Avant les hommes (2007)
- Appelez-moi par mon prénom (2008)
- Nos baisers sont des adieux (2010)
- Sauvage (2011)
- Standard (2014)
- Beaux rivages (2016)
- Tous les hommes désirent naturellement savoir (2018)
  - ed. italiana: Tutti gli uomini aspirano per natura al sapere, E/O, Roma, 2021 - ISBN 9788833572017 (trad. Silvia Turato)
- Otages (2020, Prix Anaïs Nin)